# Peter-gruppen (dokumentarfilm)
Peter-gruppen er en dansk dokumentarfilm fra 1952 instrueret af Jørgen Storm-Petersen.

## Handling
Alle dømte og henrettede medlemmer af Petergruppen er optaget i brystbilleder, panorering, nærbilleder og total.